# Kótai Mihály
Kótai Mihály (Nyíregyháza, 1976. augusztus 12. –) magyar profi ökölvívó, a WBC és a Nemzetközi Boksz Szervezet (IBO) egykori váltósúlyú világbajnoka.
Jobbkezes, normál alapállású bokszoló. Menedzsere és edzője Veres László.
Profiként 38 győzelmet aratott (ebből 18 KO), négyszer szenvedett vereséget, döntetlenje nem volt.

## Pályafutása
2000. október 14-én Kolobrzegben debütált és az első menetben kiütötte Marek Koupilt.
A ranglistákon egyenletesen tört felfelé, majd 2002. május 24-én legyőzte William Garet amivel megnyerte a WBC Interim címét. Kótai ekkor a világ egyik legjobb ökölvívójának Shane Mosleynak a hivatalos kihívója lett. Mosley azonban ekkoriban el volt foglalva Vernon Forrestel ezért Kótainak még várnia kellett a nagy lehetőségre. Forrest végül nem tett eleget a kötelező címvédésnek ezért megfosztották világbajnoki övétől.
Kótai a betöltetlenül maradt WBC világbajnoki címért 2003. február 1-én Las Vegasban mérkőzhetett meg Bradley Jensen ellen.
Kótai végül fölényes pontozással 12 menetben nyerte meg Magyarország történelmének második világbajnoki címét. A világbajnoki címét egy alkalommal védte meg Darren Rhodes ellen majd kötelezték egy Ricardo Mayorga elleni címvédésre. A Mayorga elleni összecsapás nem jött össze így Kótait hamarosan megfosztották világbajnoki címétől.
Mivel Kótai nem tudott a négy nagy szervezet övéért menni ezért 2003. június 21-én Manchesterben a (WBF) szervezet övéért harcolt Akhmed Oligov ellen akit 12 menetben egyhangú pontozással vert.
A WBF öv begyűjtését követően 2005. június 4-én megmérkőzhetett Raul Eduardo Bejarano ellen aki ekkoriban a váltósúlyú Nemzetközi Boksz Szervezet (IBO) bajnoki övet birtokolta. Kótai végül egyhangú pontozással begyűjtötte az (IBO) övet is. Ekkoriban felmerült egy esetleges Zab Judah elleni mérkőzése, de végül az amerikainak nem érte meg anyagilag a Kótai elleni mérkőzés.
Bajnoki öveit 2005. december 2-án vesztette el kötelező kihívója Steve Conway ellen egyhangú pontozással. Az eredményt ekkor sokan vitatták így három hónappal később következett a visszavágó. A visszavágó előtt Kótai megsérült, de nem mert halasztást kérni. Végül nagyon vitathatóan megosztott pontozással újabb vereséget szenvedett Conway ellen.
2006-os év végén Kótai bejelentette visszavonulását a folyamatos sérülésekre hivatkozva.
Visszavonulását követően üzletemberként tevékenykedett, de miután csődbe ment visszatért a kötelek közé.

### Visszatérése középsúlyban
Kótai 2009 júliusában több, mint három év kihagyást követően tért vissza a szorítóba egy Várpalotai gálán Szabó Titusz ellen egy hat menetes mérkőzésen. Kótai nem bokszolt rosszul középsúlyban sem, de ütőereje ide már láthatóan kevés volt így „csak” pontozással tudta behúzni a mérkőzést.
Pár győzelmet követően 2010-ben már Avtandil Khurtsidze ellen mérkőzhetett a WBA Interim címért. Kótai ezt a feladatot még megoldotta, de a WBA középsúlyú világbajnoka Felix Sturm ellen már elbukott méghozzá kiütéssel. Kótai ezt követően próbált tűzközelben maradni, de kikapott az Európa-bajnok Prince Arron ellen is így 2011-ben bejelentette újabb visszavonulását.

## Film és sorozatszerepei
- Hazatalálsz (2023) – Bajnok
- Barátok közt (2003)

## Díjai, elismerései
- Papp László Budapest Sportdíj (2014)[1]